# Isolepis graminoides
Isolepis graminoides är en halvgräsart som först beskrevs av Richard Wheeler Haines och Kaare Arnstein Lye, och fick sitt nu gällande namn av Kaare Arnstein Lye. Isolepis graminoides ingår i släktet borstsävssläktet, och familjen halvgräs. Inga underarter finns listade i Catalogue of Life.